# Antiphrisson minor
Antiphrisson minor är en tvåvingeart som beskrevs av Pavel Lehr 1970. Antiphrisson minor ingår i släktet Antiphrisson och familjen rovflugor. Inga underarter finns listade i Catalogue of Life.